# Hävla
Hävla är en småort i Skedevi socken i Finspångs kommun. Häfla Bruk är viktigaste arbetsgivaren på orten. Bruket har en mer än 300-årig historia. Övre Häfla bruk med den gamla hammarsmedjan är ett omtyckt turistmål som ligger några kilometer utanför det nuvarande Hävla. Några kilometer i samma riktning finns även en gammal kvarn, som fortfarande är i bruk.

## Historia
Hävla bruk anlades 1682 av Jacob Fleming, och utgjordes då av Häfla övre bruk. Fleming anlade bruket utan tanke på att hans hammarsmedja om två härdar skulle komma att ifrågasättas av Bergskollegiet. Hans konkurrenter, bland annat släkten De Geer såg dock till att bruket fick lov att stängas, med hänvisning till skogsbrist. Skogen var dock aldrig den egentliga skälet, och sedan Fleming lovat att hämta kol och tackjärn från sina bruk i Östergötland, erhöll han tillstånd att öppna bruket i december 1683. Bruket var därefter långa perioder utarrenderat. Mellan 1705 och 1759 sköttes det av Catharina von Berchner och var då en framgångsrik verksamhet. 
Den stora förändringen kom när kapten Erik Gustaf von Post på Frängsäter tog över hammarsmedjan. Han lät köpa in sågen och kvarnen i Skärforsa, som ligger där Skärforsaån rinner ut i Tisnaren, och grundade Häfla nedre bruk, vilket utgör det nuvarande Hävla bruk. Vid Nedre bruket, eller Skärfors manufakturverk som det egentligen hette lät han successivt skapa en spiksmedja och annan manufaktur. Bruket kom snart att bli känt för sitt hästskosmide. von Post lät redan 1832 införa lancashiresmide vid bruket och hörde också till pionjärerna i att nyttja förvärmd blästerluft, som kraftigt minskade träkolsbehovet. 
Sonen Victor von Post tog över verksamheten 1850. År 1860 lät han uppföra ett större valsverk, kallat Mellanbruket, vid Hävla kvarn. Samma år uppfördes också en stålugn vid det nedre bruket. 1879 anlade man även ett stålgjuteri vid nedre bruket. 1899 ombildades bruket till aktiebolag, men släkten kom att behålla samtliga aktier fram till 1918, då de såldes till Forssjö Trävaru AB under Ericsberg. 1936 blev Häfla bruk ett helägt dotterbolag till Scandiafelt AB i Högsjö. 1983 upphörde produktionen av brukets klassiska produkt, hästskor.

### Befolkningsutveckling
| Befolkningsutvecklingen i Hävla 1960–2015                                                                       | Befolkningsutvecklingen i Hävla 1960–2015 | Befolkningsutvecklingen i Hävla 1960–2015 | Befolkningsutvecklingen i Hävla 1960–2015 | Befolkningsutvecklingen i Hävla 1960–2015 |
| --- | ----------------------------------------- | ----------------------------------------- | ----------------------------------------- | ----------------------------------------- |
| |                                           |                                           |                                           |                                           |
| År |                                           |                                           | Folkmängd                                 | Areal (ha)                                |
| 1960 | 1960                                      |                                           | 195                                       | ¤                                         |
| 1965 | 1965                                      |                                           | 207                                       |                                           |
| 1970 | 1970                                      |                                           | 201                                       |                                           |
| 1975 | 1975                                      |                                           | 208                                       |                                           |
| 1990 | 1990                                      |                                           | 201                                       | 38                                        |
| 1995 | 1995                                      |                                           | 172                                       | 38#                                       |
| 2000 | 2000                                      |                                           | 165                                       | 37#                                       |
| 2005 | 2005                                      |                                           | 138                                       | 37#                                       |
| 2010 | 2010                                      |                                           | 151                                       | 38#                                       |
| 2015 | 2015                                      |                                           | 179                                       | 38#                                       |
| Anm.: Ny tätort 1965. Ej tätort 1980 samt från 1995. ¤ Som tätortsbebyggelse med 150-199 invånare # Som småort. |                                           |                                           |                                           |                                           |